# Lycodes frigidus
Lycodes frigidus és una espècie de peix de la família dels zoàrcids i de l'ordre dels perciformes.

## Morfologia
- Els mascles poden assolir 69 cm de longitud total.[4][5]

## Reproducció
Té lloc, probablement, a la tardor.

## Alimentació
Menja peixos, crustacis (isòpodes i amfípodes), cefalòpodes i Ophiurida.

## Hàbitat
És un peix marí i d'aigües profundes que viu entre 475 i 3.000 m de fondària.

## Distribució geogràfica
Es troba al Canadà, Groenlàndia, Islàndia, Noruega (incloent-hi Svalbard) i Rússia.

## Costums
És bentònic.

## Observacions
És inofensiu per als humans.